# O Elenco (jornal)
O Elenco foi um jornal de cariz literário publicado em Lisboa entre maio e agosto de 1839. Alguns dos assuntos abordados são as obras publicadas recentemente e o papel das associações literárias dando também algum ênfase à literatura russa e ao teatro italiano. O Elenco termina sem se conhecerem nomes de diretores ou redatores, os quais asseguram ter outro projeto de imprensa literária em curso que, como os próprio referem, “há de sahir á luz todos os outros dias”.